# Prealpi Varesine
Le Prealpi Varesine (dette anche Prealpi Luganesi occidentali) sono una sottosezione delle Prealpi Luganesi che occupano in territorio italiano la porzione centro settentrionale della Provincia di Varese ed in territorio elvetico parte del Mendrisiotto, del Luganese e del Locarnese nel Canton Ticino. La cima più elevata è il Monte Tamaro (1967 m s.l.m.), in territorio elvetico.

## Classificazione
Nella Partizione delle Alpi del 1926 sono una parte della sezione delle Prealpi lombarde.
Nella classificazione SOIUSA sono una sottosezione alpina con la seguente classificazione:
- Grande parte = Alpi Occidentali
- Grande settore = Alpi Nord-occidentali
- Sezione = Prealpi Luganesi
- Sottosezione = Prealpi Varesine
- Codice = I/B-11.II

## Delimitazione
Esse sono delimitate a nord-ovest dal Lago Maggiore o Verbano (tra Laveno ed il Piano di Magadino), ad est dalla Val d'Agno (Svizzera) e dal ramo occidentale del Lago di Lugano o Ceresio, a sud dalla Pianura Padana.

## Orografia
Le Prealpi Varesine possono essere suddivise in due catene principali, separate dalla valle del Tresa: a nord la Catena Tamaro-Gambarogno-Lema, a sud la Catena Piambello-Campo dei Fiori-Nudo.
La prima è dominata dal Monte Tamaro (1967 m) e dal Monte Gradiccioli (1936 m). Altre vette importanti sono il Monte Paglione (1554 m), il Monte Magno (1640 m) ed il Monte Lema (1621 m). Tra i torrenti che scendono dal Monte Tamaro, il più importante è il Giona, che si immette nel Lago Maggiore nei pressi di Maccagno. Poco più a nord si trova il Lago Delio.
La catena Piambello-Campo dei Fiori-Nudo è composta da diversi gruppi montuosi. Subito a nord di Varese si trova il Massiccio del Campo dei Fiori di Varese, parte principale dell'omonimo gruppo e la cui vetta principale è la Punta di Mezzo (1227 m). Si tratta di una lunga dorsale calcareo-dolomitica, delimitata a sud dal Lago di Varese, ad est dalla Val di Rasa e a nord dalla Valcuvia. Oltre alle numerose grotte, tra le quali spiccano la Grotta Marelli, la Grotta del Remeron, il Bus della Scondurava e la Grotta del Ghiaccio, sono interessanti le "marmitte dei giganti" sul torrente Vellone e le sorgenti perenni del Faggio, del Ceppo e di Fontana Rossa. 
Meta di pellegrinaggio è il complesso religioso del Sacro Monte di Varese, che sorge su una delle vette del massiccio. A Punta Paradiso (1226 m) la Cittadella di Scienze Naturali Schiapparelli, che ospita un osservatorio astronomico ed il Centro Geofisico Prealpino. Sul Monte Tre Croci (1124 m) si trova la stazione dei fulmini De Bernardi, sul Monte Tre Crocette (1033 m) l'ex Grand Hotel Campo dei Fiori, sulla Punta di Orino (1139 m) si trovano i ruderi di un forte militare.
Ad est del Campo dei Fiori, superata la Val di Rasa di Varese si trova il Gruppo della Martica (1032 m). Il gruppo è delimitato ad est dalla Valganna, a nord dalla Valcuvia, ad ovest dalla Val di Rasa ed a sud dalla città di Varese. Il Martica è di origine geologica simile al Campo dei Fiori. Degne di nota sono le Grotte di Valganna, l'Antro delle Gallerie, il Boeuc dul Alabastro, le Cascate di Valganna e le Forre della Valganna, formate dalle acque del torrente Fredda e del fiume Olona. Alti interessanti fenomeni naturali sono i pinnacoli calcarei del Monte Chiusarella (915 metri) ed i thor (gigantesche rocce abbandonate dai ghiacci) del Monte Martica. Appartiene al Gruppo del Campo dei Fiori anche il Gruppo del Mondonico, che comprende il Monte Mondonico (807 m) ed il Monte Scerrè (796 m). 
A est della Valganna si trova il Massiccio del Monte Piambello (1129 m), delimitato a nord-est dal Lago Ceresio, a sud-est dalla Valceresio. Fa parte del gruppo omonimo anche il gruppo dei Sette Termini (o Bedeloni) che col Monte La Nave tocca i 988 metri. Altre vette del gruppo sono il Monte Mezzano (922 m), I Bedeloni (972 m) ed il Monte Castelvecchio (623 m). A sud est, oltre la Valceresio si trova il Gruppo del San Giorgio-Pravello, in gran parte compreso nel Canton Ticino. La cima principale è il Monte San Giorgio (1097 m); appartengono al gruppo anche il Monte Pravello (1015 m), il Monte Orsa (998 m) ed il monte Sant'Elia (678 m). Gruppo Minisfreddo-Poncione.
Tra la Valcuvia, la Valtravaglia ed il Lago Maggiore si trova il Gruppo della Valcuvia, il più elevato delle Prealpi Varesine meridionali con i 1235 metri del Monte Nudo. Appartengono al gruppo il Sasso del Ferro (1062 m), Poggio Sant'Elsa (950 m), i Pizzoni di Laveno (1035 m), il Pizzo di Cuvignone (1018 m), il Monte della Colonna (1203 m), il Monte San Martino (1087 m) ed il Monte Pian Nave (1058 m).

### Gruppi
Le Prealpi Varesine sono suddivise in due supergruppi, quattro gruppi e undici sottogruppi:
- Catena Tamaro-Gambarogno-Lema (A)
  - Gruppo del Tamaro (A.1)
    - Massiccio del Tamaro (A.1.a)
    - Sottogruppo Gambarogno-Paglione (A.1.b)
    - Sottogruppo del Lema (A.1.c)
- Catena Piambello-Campo dei Fiori-Nudo (B)
  - Gruppo del Piambello (B.2)
    - Sottogruppo del Sette Termini (B.2.a)
    - Massiccio del Piambello (B.2.b)
    - Sottogruppo San Giorgio-Pravello (B.2.c)

  - Gruppo del Campo dei Fiori (B.3)
    - Sottogruppo della Martica (B.3.a)
    - Sottogruppo del Mondonico (B.3.b)
    - Massiccio del Campo dei Fiori (B.3.c)

  - Gruppo del Nudo (B.4)
    - Sottogruppo del Monte Colonna (B.4.a)
    - Sottogruppo del Monte Nudo (B.4.b)

### Vette
- Monte Tamaro - 1.967 m
- Monte Gradiccioli - 1.936 m
- Monte Gambarogno - 1.734 m
- Monte Paglione - 1.554 m
- Monte Magno - 1.640 m
- Monte Lema - 1.621 m
- Monte Nudo - 1.235 m
- Punta di Mezzo - 1.227 m

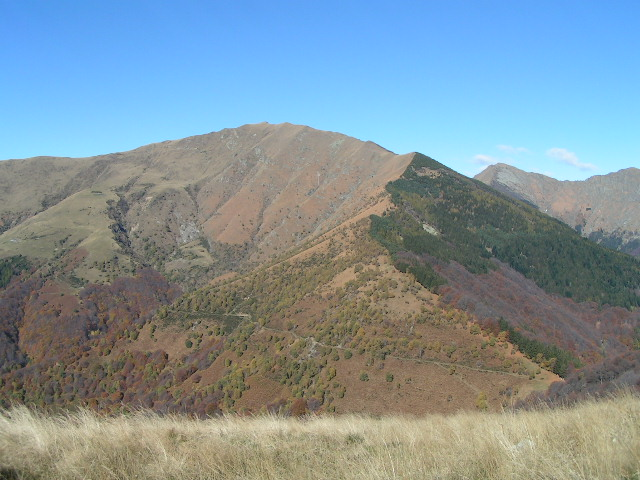
Il Monte Gradiccioli.

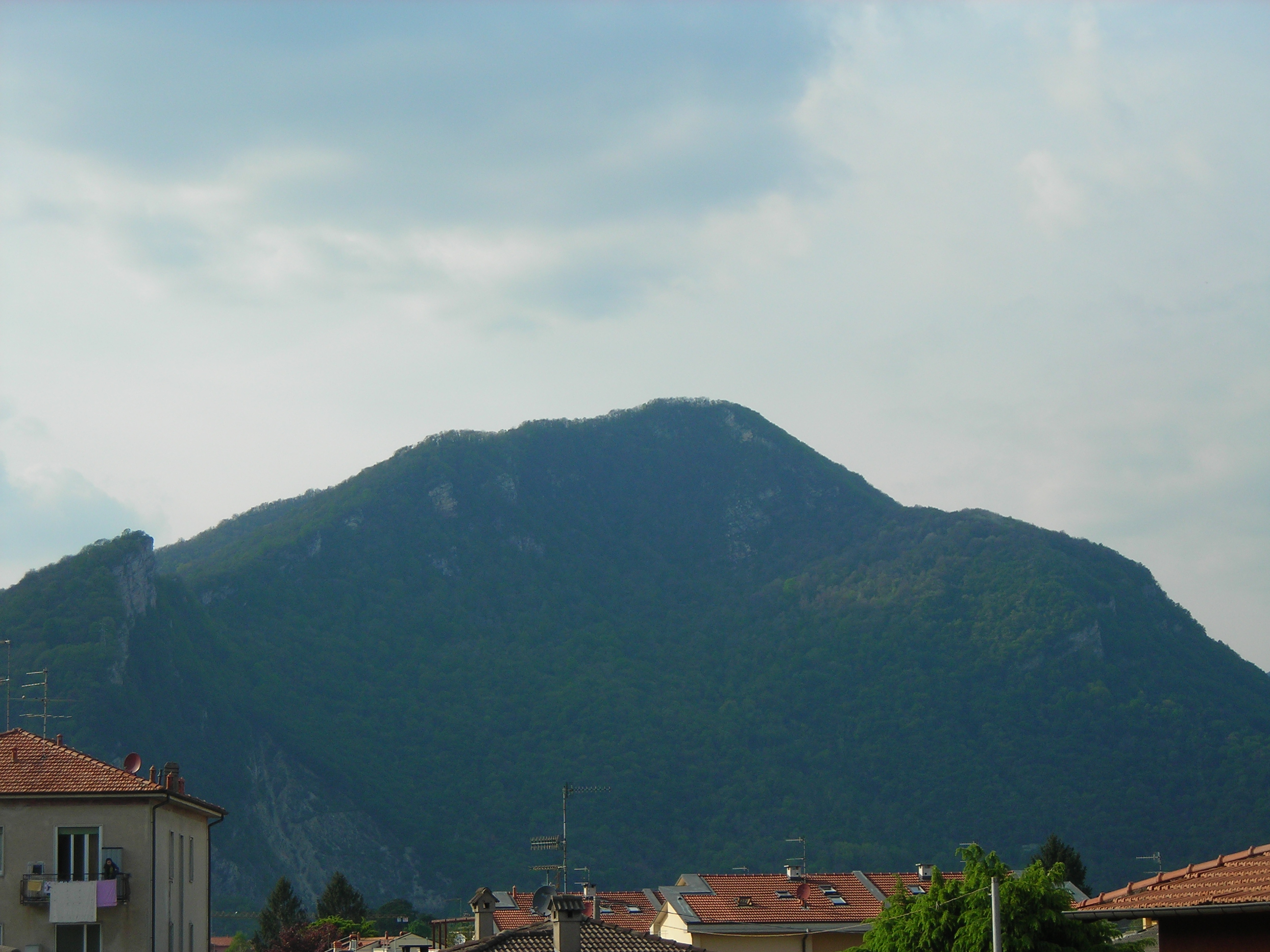
Il Monte Rho visto da Arcisate

- Monte della Colonna - 1.203 m
- Monte Rogoria - 1.184 m
- Monte Piambello - 1.129 m
- Monte Tre Croci - 1.111 m
- Monte San Giorgio - 1.097 m
- Monte Minisfreddo - 1.042 m
- Monte Martica - 1.032 m
- Poncione d'Arzo -  1.017 m
- Monte Orsa - 998 m
- Poncione di Ganna - 993 m
- Monte Rho - 938 m
- Monte Chiusarella - 913 m
- Monte Monarco - 858 m
- Monte Mondonico - 807 m
- Monte Scerrè - 796 m
- Monte Crocino - 690 m
- Monte Useria - 555 m